# Café de puerto
Café de puerto (título original en italiano: Malinconico autunno) es una coproducción hispano-italiana de drama estrenada en 1958, dirigida por Raffaello Matarazzo y protagonizada en los papeles principales por Amedeo Nazzari, Yvonne Sanson y Mercedes Monterrey.

## Sinopsis
Lucas es un niño huérfano que vive con María, una trabajadora de una fábrica de Barcelona. Un día conoce en la escuela al capitán de navío Andrés. Éste se encariña con el niño, quien se acaba embarcando como polizón en su barco, aprovechando un descuido.

## Reparto
- Amedeo Nazzari como Andrea, capitán de navío
- Yvonne Sanson como María Martínez
- Mercedes Monterrey como Lola
- José Guardiola como Giacomo
- Miguel Gil como Luca Martínez
- Manuel Guitián como Conserje
- Vicente Soler como El director de la escuela
- Miguel Ángel Rodríguez como Carlo
- Javier Dasti como	El maestro de aritmética
- Ángel Calero como	Comisario
- Mariano Alcón como Padre de Pietro
- María Rivas como Olga
- Mario Moreno
- Stanislaw Domolaski
- Joaquín Vidriales como Un gánster